# Peter Ackroyd (1917–2005)
Peter Runham Ackroyd, född den 15 september 1917, död den 23 januari 2005, var en brittisk exeget.
Ackroyd var professor vid University of London 1961–1982. Ackroyd var medarbetare i ett flertal kommentarsverk till Gamla testamentet. Han utgav därutöver även Exile and Restauration (1968), Israel under Babylon and Persia (1970), samt Studies in the Religious Tradition of the Old Testament (1987).